# Big Bill Broonzy
Big Bill Broonzy, egentligen William Lee Conley Broonzy, född 26 juni 1893 eller 1898 (det exakta året är osäkert) i Scott County, Mississippi, USA, död 15 augusti 1958, var en amerikansk sångare, gitarrist och låtskrivare som framför allt framförde blueslåtar.